# Verena Buratti
Verena Buratti (Bolzano, 12 aprile 1965) è un'attrice italiana di lingua tedesca.

## Biografia
Figlia dell'ex vicesindaco di Bolzano della SVP, Erich Buratti, lavora prevalentemente in patria, in Austria e in Germania. Nel 1997 è stata conduttrice del programma televisivo Altromondo assieme a Ivo Mej, in onda su Telemontecarlo.
Per il cinema ha avuto ruoli nei film La vita è bella di Roberto Benigni, L'ultimo capodanno di Marco Risi, ma sua maggior interpretazione è stata nel film tedesco Bergblut diretta dal conterraneo Philipp Pamer nel 2010.